# 黄香草木樨
黄香草木樨是豆科草木樨属植物，原产欧亚大陆中西部，在温带地区广泛栽培、归化。《中国植物志》把草木樨和黄香草木樨并为一种，但分子生物学研究并不支持这一处理。